# Kikunae Ikeda
Kikunae Ikeda (池田 菊苗, Ikeda Kikunae, 8 de outubro de 1864 – 3 de maio de 1936) foi um químico e professor japonês da Universidade Imperial de Tóquio que, em 1908, descobriu a base química de um sabor que ele chamou de Umami. É um dos cinco sabores básicos junto com doce, amargo, azedo e salgado. 

## Biografia
Em 1864, ele nasceu em Quioto, Província de Yamashiro, como o segundo filho de Harunae Ikeda, guardião da residência do Domínio de Satsuma em Quioto. 
Depois de estudar na Escola Secundária da Prefeitura de Quioto e na Universidade Preparatória, ele estudou química no Laboratório de Higiene de Osaka em 1880. Em 1881, ele se mudou para Tóquio.

### Educação
Ikeda formou-se em química em 1889 pela Universidade Imperial de Tóquio. Em 1891, tornou-se professor na Escola Superior de Tóquio, em 1896 tornou-se professor associado na Universidade Imperial de Tóquio. A partir de 1899, o Prof. Ikeda estudou na Alemanha por dois anos no laboratório do Prof. Friedrich Wilhelm Ostwald na Universidade de Leipzig, que era então o centro da físico-química. Permaneceu em Londres de maio a outubro de 1901. Ele morava na mesma pensão que Natsume Soseki e mantém relações amigáveis com ele desde então. Após retornar ao Japão, foi promovido a professor na Universidade Imperial de Tóquio.  Em 1902, ele recebeu seu doutorado em ciências.

### Descobertas
Em 1907, na Universidade Imperial de Tóquio, no Japão, Ikeda estava jantando com sua família quando parou de repente. Naquele dia, o caldo dashi em sua sopa estava mais delicioso do que o normal; depois de mexer algumas vezes percebeu que a diferença era o sabor umami da adição de kombu, uma espécie de macroalga marrom e flocos de peixe conhecida como katsuobushi.  Ele entendeu que o kombu era o segredo daquele sabor e, a partir daquele dia, passou a estudar a composição química da alga marinha.  Alguns notaram que o sabor do umami é semelhante ao sabor da Alta-cozinha que o chef francês Auguste Escoffier criou. 
Em 1908, ele havia isolado cristais marrons de ácido glutâmico (glutamato) que transmitiam o sabor característico. O químico glutamato monossódico (MSG) é a base química para o sabor umami. Ele escolheu chamá-lo de Ajinomoto (味の素, "essência do sabor"). Em 1909, ele havia desenvolvido um processo para produção em massa de MSG.  Ele conseguiu extrair o MSG do trigo e da soja desengordurada e patenteou o processo para sua fabricação. Hoje, o MSG é produzido em massa a partir de amido de milho fermentado, cana-de-açúcar, melaço ou beterraba.   Sua Ajinomoto Co., Inc. emprega atualmente mais de 32.000 pessoas. Com este método, a produção global de MSG aumentou rapidamente.  O MSG é classificado hoje como um dos principais intensificadores de sabor, depois do sal e da pimenta. 
Kikunae Ikeda também estudou outros alimentos para ver se continham umami e confirmou que o glutamato era responsável por parte do sabor da carne, algas e tomates. Ele acreditava que os humanos provavelmente desenvolveram um gosto pelo glutamato porque sinalizava a presença de proteínas. 
Em 1913 se tornou Presidente da Sociedade Química do Japão.  Em 1917, participou da fundação da RIKEN (Instituto de Pesquisas Físicas e Químicas). Em 1919, foi nomeado membro da Academia Imperial. Ikeda Morreu em 1936, foi sepultado no Cemitério Zoshigaya. 
Um de seus discípulos mais antigos foi Shintaro Kodama, que descobriu o ácido inosínico, o componente umami dos Katsuobushi. 

## Prêmios
| Data                | Prêmio                                                            | Prêmio                                                            | País  | Ref.   |
| ------------------- | ----------------------------------------------------------------- | ----------------------------------------------------------------- | ----- | ------ |
| 1903                |                                                                   | Ordem do Tesouro Sagrado (6ª Classe)                              | Japão | [ 16 ] |
| 1912                |                                                                   | Ordem do Tesouro Sagrado (3ª Classe)                              | Japão | [ 17 ] |
| 18 de abril de 1985 | "Ten Japanese Great Inventors" (Dez Grandes Inventores Japoneses) | "Ten Japanese Great Inventors" (Dez Grandes Inventores Japoneses) | Japão | [ 18 ] |